# Aquarius (instrument)

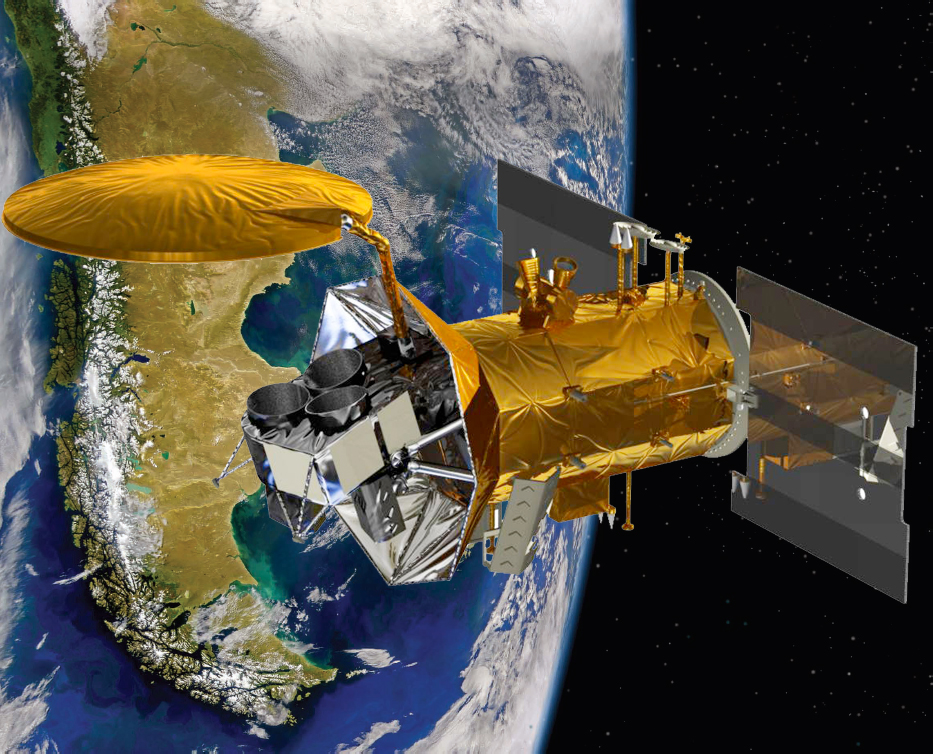
Artist Impression van de satelliet met Aquarius

Aquarius is een instrument van de Amerikaanse ruimtevaartorganisatie NASA om het zoutgehalte van het wereldwijde zeeoppervlak te meten om zo beter klimaatomstandigheden te kunnen voorspellen. Het omvat onder andere drie radiometers die gevoelig zijn voor zoutgehaltes (1,413 GHz; L-band) en een scatterometer die de gegevens corrigeert op basis van de ruwheid van het oceaanoppervlak.
Aquarius is aan boord is van de Argentijnse satelliet SAC-D. De kunstmaan werd op 10 juni 2011 gelanceerd vanaf de Amerikaanse luchtmachtbasis Vandenberg.